# 山一抗争
山一抗争（やまいちこうそう）は、1984年（昭和59年）8月5日から1989年（平成元年）3月30日にかけて山口組と一和会の間に起こった暴力団抗争事件。
317件の抗争事件が発生し、一和会側に死者19人、負傷者49人、山口組側に死者10人、負傷者17人、警察官・市民に負傷者4人を出した。抗争の直接の逮捕者は560人に及んだ。史上最悪の暴力団抗争ともいわれることもある。

## 背景
元来神戸の比較的穏健な港湾博徒であった山口組は、戦後に三代目組長田岡一雄によって全国に展開し、日本最大の広域暴力団に急成長した。しかし、信望を一身に集めた田岡の死により、次期組長の継承問題が発生、直系組長たちは、それぞれ組長代行山本広と、若頭竹中正久の派閥に分裂した。
1984年6月5日午後3時、山口組直系組長会で竹中は、四代目組長就任の挨拶をした。だが、この席上には山本を支持する直系組長は出席せず、山本ら約20人は大阪市東区の松美会事務所で在阪のマスコミ各社を呼んで記者会見を開き、竹中の四代目組長就任に反対した。反竹中派の山口組直系組長は、翌日にも山菱の代紋を組事務所から外し、ここに分裂は決定的となる。6月8日には兵庫県警察と姫路警察署が、竹中組事務所への家宅捜索を行なっている。容疑は、1982年7月の竹中組と小西一家との喧嘩の際に使用された拳銃が竹中組事務所に隠されていることと、同年8月に竹中組組員がサイコロ賭博に加わった、というものだった。
6月13日に反竹中派（＝山本派）は「一和会」を結成。会長は山本が務めた。副会長兼理事長には加茂田が就任した。だが、この時既に小田秀組組長小田秀臣（発足時のポストは副会長）や福井組組長福井英夫、弘田組組長弘田武が一和会への参加を取り止めてヤクザから引退するなど、早くも脱落が目立ってくる。
一方、竹中は、6月21日に田岡邸大広間で舎弟23人、若中46人と固めの盃を執り行なった。23日には執行部の陣容を整え、山口組若頭に中山勝正（豪友会会長）、舎弟頭に中西一男（中西組組長）、筆頭若頭補佐兼本部長に岸本才三（岸本組組長）を据えた。若頭補佐には渡辺芳則（山健組二代目組長）、宅見勝（宅見組組長）、嘉陽宗輝（嘉陽組組長）、桂木正夫（一心会会長）、木村茂夫（角定一家総長）を起用している。
山口組襲名式は、7月10日に徳島県鳴門市の「観光ホテル鳴門」で執り行なわれた。襲名式は、警察が会場の入口にまで入り、中止勧告するのを無視して強行された。
同年8月27日、NHK特集『山口組ー知られざる組織の内幕ー』が放送され、竹中ら山口組最高幹部、山本広、加茂田ら一和会幹部などへのインタビューと共に、民事介入暴力などの暴力団の手口が取り上げられた。この時点では、中西一男は「抗争が起きるかは予測できない。双方ともケンカを欲してない」と述べ、インタビューに対し、加茂田はこちらからは行かないが、向こう（山口組）が来たら「ケンカはします、それだけは言うときます、来たらね」と語っていた。一方、山本は「山口組への対応を考える余裕もない。今は自分のところをまとめるのに一生懸命だ」と語っている。

## 山一抗争
1984年8月5日、和歌山県東牟婁郡串本町の賭場で、山口組系岸根組組長岸根敏春が一和会坂井組串本支部若頭補佐潮崎進を刺殺。この事件をきっかけに、抗争が勃発する。8月23日に竹中は「義絶状」を友誼団体に送り、実質的に一和会への絶縁を表明する。この義絶状に一和会は危機感を持ち、10月にも義絶状に対する反論文を一部団体に送付している。それでも年末には山口組構成員数が14,000人、一和会構成員数は2,800人になるなど、弱体化は明らかになった。

### 竹中組長殺害事件
その一方で7月下旬、一和会二代目山広組若頭後藤栄治は、山広組舎弟長野修一とともに山口組に対する行動隊を結成、長野を行動隊長に据え9月中旬には山広組から19人の隊員を選抜し行動隊の結成式を行なった。
10月には一和会常任理事石川裕雄は、大阪府吹田市のマンション「GSハイム第二江坂」に竹中の愛人が住んでいることをつかんだ。12月初旬に石川は同マンションの204号室を知人名義で借りて潜入、無線機を置いて一和会の「GSハイム江坂」の見張り要員と交信できる様にした。長野も12月21日に大阪市西区の「GSハイム西長堀」の302号室を借り、武器の隠し場所にした。
1985年1月12日、石川の報告を受けた後藤は、長野を伊勢自動車道の津インターチェンジに呼び、共に吹田市の「GSハイム第二江坂」に向かった。車中、後藤は.25口径ベレッタと.25口径タイタン、.38口径チーフスペシャルを長野に渡した。その後、後藤は長野と石川を引き合わせ、石川は長野に無線機の使い方を教えている。1月17日に長野は、三重県の山中で二代目山広組組員田辺豊記、山広組広盛会舎弟頭立花和夫、山広組組員長尾直美とともに、拳銃の試し撃ちを行なった。翌18日には石川から.38口径リボルバーを1丁受け取り、23日にも後藤から.32口径改造拳銃1丁を受け取った。
一和会側の作戦が着々と進行している中、1月9日には竹中に1980年3月上旬と中旬に竹中組で開かれた賭博の罪で懲役5か月の最高裁判所の確定判決。1月16日に竹中は、中山ら山口組最高幹部を連れて、伊丹空港から8時45分発日本航空911便に乗り沖縄県入り。那覇空港では翁長良宏会長を始め、旭琉会の15の一家の総長と幹部クラスの合計約60人から出迎えられ、沖縄観光がてら接待を受けた。沖縄から戻ると、26日昼には兵庫県神戸市灘区篠原本町で挙行された山口組本部上棟式に幹部全員を伴い出席。
竹中は26日21時15分過ぎに、中山と山口組南組・南力組長とともに「GSハイム第二江坂」に着くが、1階エレベーター前で田辺・長尾・立花に銃撃された。南は即死、竹中は銃弾3発を受けたものの、自力で愛車のメルセデス・ベンツに乗り込み、運転手の南組組員に大阪市南区の南組事務所に向かわせた。竹中らの乗った車は21時30分に事務所へ到着し、そこから（南組組員が自動車電話で手配した）救急車に乗せられて大阪警察病院に搬送された。病院に集まった組員らが輸血を申し出、竹中は9時間にも渡る手術を受けたものの、27日23時25分に死亡。中山は「GSハイム第二江坂」から救急車で病院に搬送されたものの、27日1時7分に死亡している。
竹中の仮通夜は、27日夜に兵庫県神戸市灘区の旧田岡邸で行なわれ、1月31日に竹中家としての密葬が行なわれた。

### 山口組側の報復
組長と若頭を一挙に失った山口組は2月5日に直系組長会を開催し、舎弟頭中西一男が四代目山口組組長代行に、若頭補佐渡辺芳則（山健組組長）が若頭に就任した。山口組本部長岸本才三は「組方針を不言実行、信賞必罰」と宣言。直ぐに報復が始まり、2月19日に山口組弘道会菱心会組員が一和会後藤組若頭吉田清澄を拉致、竹中殺害を指揮した後藤の居場所を吐かせるため暴行を加えた。これに対し後藤は、配下の組員に後藤組の解散届を三重県津警察署に届けさせ、速達で山口組本部に「詫び状」を送付。「自分が自首する替わりに、弘道会菱心会組員に拉致された吉田を解放して欲しい」旨を訴えた。同じ23日には高知市の高知競輪場で山口組豪友会組員が一和会中井組（中井啓一組長）組員3人を襲撃。2人を射殺し1人に重傷を負わせた。
3月5日には大阪市西成区の一和会溝橋組事務所で、溝橋組幹部大岩正博が突然の訪問者に背中を撃たれて重傷。翌6日には三重県四日市市の喫茶店で、一和会水谷一家總長宮本一利の元相談役清水幹一が2人組の男に拳銃で胸と腹を撃たれて死亡した。24日には大阪市の一和会徳山組徳心会組員が、事務所前で足を2発銃撃され全治3週間の怪我。阪神甲子園球場の駐車場でも、竹中組組員が堅気の露天商をしていた一和会特別相談役大川覚の長男を襲撃している。
4月4日には、山口組豪友会岸本組幹部谷脇修は一和会中井組事務所宛の宅配便を依頼し、宅配便配達員とともに中井組事務所に向かった。宅配員に呼び鈴を押させ中井組事務所のドアが開いたところへ、谷脇は一和会中井組組員門屋義之を射殺、他の中井組組員に重傷を負わせた。12日には山口組弘道会内薗田組幹部ら3人が、名古屋市のレストランで三重県四日市市の一和会水谷一家隅田組幹部中本昭七と隅田組組員島上豊を拉致。3人は警察に電話して「水谷一家が一時間以内に解散届を出すのならば、中本と島上を解放する」と伝えたが、水谷一家が解散を拒否したため翌13日に中本を射殺、島上に重傷を負わせた。14日には一和会定例会からの帰途、一和会副幹事長吉田好延が国鉄東海道本線三ノ宮駅前の交差点で停車中に、山口組後藤組幹部佐藤明義に.38口径の拳銃で4発の銃撃を受けた。吉田は無事だったものの、同乗していた組員2人が窓ガラスの破片で負傷した。
5月11日、三重県四日市市内の一和会水谷一家宮本一利總長宅に拳銃弾7発が撃ち込まれる。
山口組の激しい報復に一和会は追い詰められる一方だったが、ただ手をこまねいてるばかりでなく反撃に出ている。3月17日午後8時すぎに一和会中井組弘田組舎弟竹中幸雄らは山口組豪友会岸本組事務所に侵入し、仮眠中だった豪友会組員吉門正光を拳銃で銃撃、吉門は5日後に死亡した。山口組からは山本広会長宅に後藤組員が大型ダンプカーで突っ込み警備の機動隊と銃撃戦が行われた

### 竹中正の武器密輸未遂
竹中が殺害されるより前の1月13日、竹中組相談役竹中正は、神戸市でプロレスラーのヒロ佐々木と会い、マイケル・ジャクソンの日本公演を依頼。公演の保証金5000万円は知り合いの不動産業者に支払って貰い、5月12日にハワイ州で、ジャクソンの日本公演（公演料は4億円）の基本契約書に署名した。その3日後の5月15日、ワイキキのアラモアナ・ホテルで、佐々木から竹中にアメリカ陸軍の拳銃や機関銃の購入を持ちかけられる。
報復作戦のさなかで武器が必要だったこともあり、竹中としては是非とも乗りたい話ではあったが、警察や一和会の目もあることから躊躇していた。そんな5月24日には佐々木が来日、竹中に「昭和60年（1985年）5月末日までに保証金4億円をハワイに送金すること」を求めた。
8月末、佐々木は自らの属するマフィアの結成25周年記念パーティーの招待状を、山口組幹部に送付。竹中と織田組組長織田譲二が記念パーティーに出席し、そこで佐々木から、ロケット砲や機関銃の購入を再度持ちかけられる。2人はこの話に乗り、9月3日に竹中と織田、香港の元飲食店店主梶田聖の3人で取引に赴くが、そこで連邦麻薬取締局に逮捕された。
実は、佐々木は連邦麻薬取締局の囮捜査官であり、ジャクソンの日本公演やマフィアのパーティーも全て架空の話であった。しかも、一連の取引の模様は全て隠しカメラで収録されており、動かぬ証拠となっていた。だが、1986年（昭和61年）4月26日に、竹中と織田は無罪判決を受け、釈放されている。

### 誠友会の山口組傘下入り
1985年4月5日午後3時、山口組本部事務所で山口組定例会が開催され、席上で岸本本部長が直系組長85人（代理出席は18人）に対して、誠友会（石間春夫会長）の舎弟待遇での山口組参画を発表した。
実は、誠友会と山口組の接触は前年から進められていた。まず、山口組一会会長野沢義太郎が、札幌刑務所の病舎で石間と面会。この時は山口組への傘下入りを持ち出さなかったものの、秋には若頭補佐（当時）の渡辺と桂木が面会し年明けにも中山若頭と会う手筈になっていた。しかし竹中と共に中山も一和会の襲撃で死亡、これを切っ掛けとして石間は山口組傘下入りを決意する。
しかしながら、石間は私文書偽造により懲役4年の判決を受け、宮城刑務所に収監。加えて誠友会が加入していた北海道同行会の会規に「内地の広域組織は同行会には入れない」をいう条項があったことから、山口組の傘下に入ると同時に同行会から離脱することにならざるを得なかった。4月18日に山口組の中西・岸本・桂木らと会見した石間は、川岸朝明会長を通じて同行会に脱退を通告。この扱いについて6月14日の同行会臨時総会でも結論は出ず、有耶無耶の中、北海道同行会に残留したまま7月に石間は四代目山口組舎弟となり、誠友会の系列組織の事務所は山菱の代紋を掲げた。

### 一時休戦
山口組と一和会の抗争が激化する中、1985年8月神戸でユニバーシアード大会の開催を控えていた。山口組と一和会は石井隆匡、中井一夫などの仲介により1985年7月末から9月末まで2か月間の休戦に合意した。

### 稲川会と会津小鉄会による仲裁と抗争終結
1986年2月14日にホテルニューオータニで、関東二十日会と関東神農同志会の合同食事会が開催された。合同食事会前の挨拶で、住吉連合副会長西口茂男は、「稲川会会長稲川聖城が山口組と一和会の手打ちのために努力している」と語った。前年3月24日に一和会特別相談役大川覚の長男が竹中組組員に襲撃されて重傷を負ったが、長男は（一和会とは無関係だったものの）的屋だったことから、その煽りを食らって全国の主要な祭礼から的屋が締め出しを受け死活問題になっていた。合同食事会が終わった後、稲川は会津小鉄会総裁代行高山登久太郎、倭奈良組組長橋本正男らと山一抗争終結について話し合った。
2月には、稲川と石井隆匡会長が病気療養中の田岡文子を見舞い、次いで山口組幹部と会って一和会との和解を打診。稲川会からの打診に、中西一男や渡辺芳則らは「昭和61年（1986年）3月13日までに、山口組内を和解の方向でまとめる」と回答した。中西は、服役中の豪友会会長岡崎文夫と岡山刑務所に拘置中の竹中武（1985年2月1日に福崎インターチェンジで、兵庫県警の機動隊と岡山県警の刑事に、野球賭博開帳で逮捕されていた）を説得、岡崎は終結を了承したものの竹中武は一和会との和解を拒否した。
6月5日に石井が中西ら山口組幹部と会い再度一和会との和解を要請、15日に開かれた臨時直系組長会で中西は山一抗争の終結を受け入れる意向を示した。明けて1987年2月4日に山口組直系組長会が開かれ、山一抗争終結への意向を質した山口組幹部に対し、竹中武は直系組長会での採決を逆提案。しかし提案を黙殺され、2月8日に山口組本家2階大広間で開かれた緊急山口組直系組長会にて、中西一男は山一抗争終結の決定を指示した。翌9日に中西ら山口組幹部は上京し、石井に抗争終結決定を連絡。石井は10日に京都へ高山を訪問し、高山を通じて山本広ら一和会直系組長34人に山口組の抗争終結決定を伝えた。山本も一和会の山一抗争終結決定を高山に伝え、取り敢えずは抗争は終結した。

## 山一抗争の影響
稲川会の仲裁によって取り敢えず表面上は抗争終結となったが、終結に動いた渡辺・中西・岸本ら山口組執行部と、あくまで抗争継続の構えを見せた竹中武は対立していた。山口組が抗争終結を決定した直後には竹中が山口組からの竹中組離脱の構えを見せたが山口組側からの慰留で結局中止した。1988年5月14日には竹中組安東会会長安東美樹が山本宅を襲撃、警備の警察官3人が巻き込まれて負傷。山口組側は岸本本部長自ら、「襲撃犯が自分の組内にいるならば警察に自首させ、今後警察官や市民を銃撃した者は処分する」ことを直系組長に通達させている。
一連の襲撃について渡辺は「シャブ打ってやったとしか思われない。プラスになることは一つもない」と安東を非難している。これに対して竹中武は「自分の組の者（1月3日に山広組事務局長浜西時雄を射殺し、8月8日に覚せい剤取締法違反で川西警察署に逮捕されていた井上浩のこと）がシャブ中だろう。渡辺が山口組五代目では、強い山口組にはなれない」と発言し、これら竹中組を中心とした抗争継続はその後の山竹抗争の要因となってくる。安東は山口組一心会川崎組組員となり、1990年9月12日午前1時前に大阪市北区西天満1丁目の中華料理店で逮捕されている。
一和会も抗争終結で一息ついたと思いきや、その後も山口組からの硬軟両面の締め付けが続き、大幹部の加茂田重政や松本勝美まで組の解散・ヤクザからの引退に追い込まれた。1988年10月には構成員数200人（兵庫県警発表）にまで衰退、1989年3月19日に山本が神戸市の東灘警察署に出頭、自身のヤクザからの引退と一和会解散を表明し会は消滅した。
この抗争は国内最大の暴力団組織で勃発した内紛ということもあって、ヤクザばかりか一般社会にまで広く影響を及ぼす格好となった。1985年4月23日午後6時過ぎには、神戸市中央区花隈町の山口組山健組事務所近くの駐車場で、一和会加茂田組組員が走行中の車内から拳銃で発砲。山健組高橋組組員川崎竜夫（4日後に死亡）ら3人が負傷したばかりか、通行中だった団体職員も右足に流れ弾が当たり全治1ヶ月の重傷を負った。抗争で初めて市民が巻き込まれた上に、折しも神戸市ではユニバーシアード神戸大会が1985年8月28日から同年9月4日まで開かれる予定だったため、元神戸市長で弁護士の中井一夫が7月19日に山口組と一和会に抗争休止を呼びかけるに至った（事実、開催期間中に山口組と一和会は休戦状態となっている）。3月には浜松市の一力一家事務所への銃撃から地域住民による撤去活動が始まり（一力一家組事務所撤去活動）、11月には競馬や競輪などの公共施設への暴力団の立ち入りが禁止され始め、暴力団員の締め出しが一挙に進む切っ掛けにもなった。さらには的屋が巻き込まれたことにより、祭礼や催事での露店の出店が制限される事態ともなった。
この様に社会的に多方面の影響を及ぼしたことから、暴力団員による不当な行為の防止等に関する法律制定の切っ掛けにもなり、1986年5月24日には全国の警察庁暴力団取締担当課長69人を集めた「全国暴力団取締り主管課長会議」の席上、警察庁長官金沢昭雄が山口組壊滅のために徹底的な集中取締りをするように指示するまでに至った。その一方で、警察庁は一連の抗争を敢えて長期化させることによって、山口組と一和会の両者の弱体化を狙っていたという見方もある。兵庫県警察の試算によれば、両団体が抗争に費やした金銭は20億円に達し、ある関係者は双方合わせて500億円の減収になったと見ている。
竹中組長殺害を指揮した石川裕雄は、1986年7月12日、福岡県福岡市のゴルフ場で逮捕された。一審では死刑を大阪地方検察庁から求刑されたが、1987年3月14日に大阪地方裁判所より無期懲役の判決が下りて、大阪高等検察庁が控訴。1989年3月20日、大阪高等裁判所により控訴が棄却されて双方上告しなかったことから、無期懲役の判決が確定した。石川裕雄は2018年現在も旭川刑務所で服役しており、仮釈放申請を拒否している。
竹中組長殺害を指示した後藤栄治は、2020年現在も消息不明となっていたが、2024年9月2日に長崎県警察に名誉棄損容疑で逮捕され生存が全国に報道された。（なお、竹中組長殺害事件に関しての公訴時効がすでに成立している。）

## 関連映像作品
- 滝田洋二郎監督『コミック雑誌なんかいらない!』（1986年）
- 一倉治雄監督『悲しきヒットマン』（1989年、東映）- 原作：山之内幸夫
- 中島貞夫監督『激動の1750日』（1990年、東映）
- 石原興監督『実録・史上最大の抗争 義絶状』（2002年8月、GPミュージアムソフト）
- 津島勝監督『実録 史上最大の抗争 義絶状2』（2002年10月、GPミュージアムソフト）